# Karl-Günther Bechem
Karl-Günther Bechem alias „Bernhard Nacke“ (* 21. Dezember 1921 in Hagen; † 3. Mai 2011 ebenda) war ein deutscher Autorennfahrer.

## Karriere

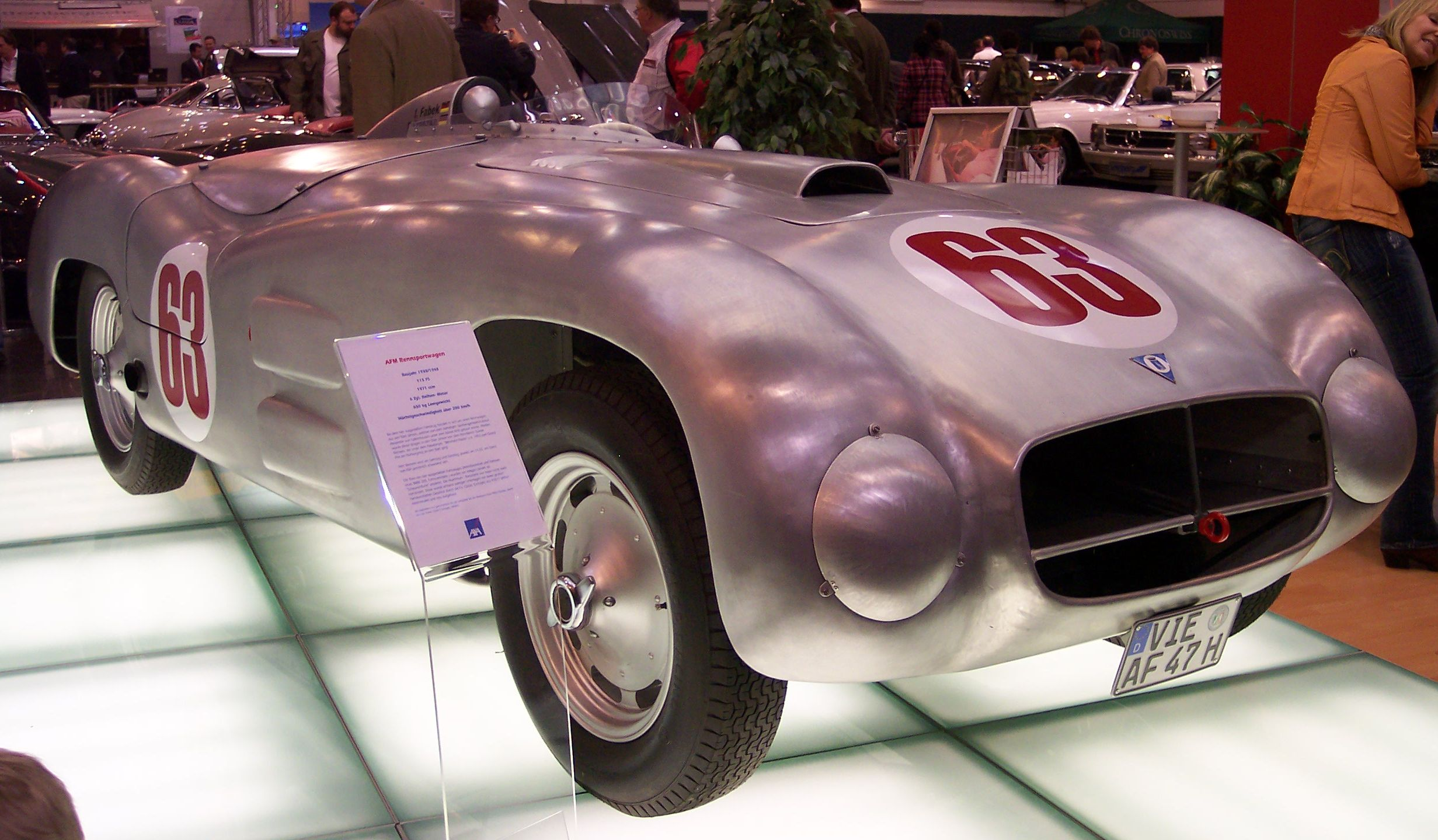
Der restaurierte AFM-50-5
von Karl-Günther Bechem

Karl-Günther Bechem begann seine Karriere 1950 unter dem Pseudonym „Bernhard Nacke“, um seine Rennaktivitäten vor seiner Familie zu verbergen. Zuerst auf BMW bei diversen lokalen Sportwagenrennen unterwegs, startete er unter seinem Pseudonym mit einem BMW-Eigenbau auch beim Großen Preis von Deutschland 1952 auf dem Nürburgring, fiel aber schon in der zweiten Runde mit einem Defekt aus. Mit seinem AFM-50-5 mit BMW-328-Motor absolvierte er 1953, jetzt schon unter seinem richtigen Namen, erneut den Großen Preis von Deutschland, fiel aber nach fünf Runden ebenfalls aus. Dieser AFM-50-5 hatte ursprünglich dem Remscheider Karl Gommann gehört, der im September 1950 damit auf dem Grenzlandring tödlich verunglückt war.
Im selben Jahr wurde Bechem Werksfahrer bei Borgward. Höhepunkt des Jahres war ein dritter Platz im neuen Borgward RS (1500 cm³) mit dem Teamkollegen Theo Helfrich beim 1000-km-Rennen auf dem Nürburgring: 44 Runden (1003,64 km) in 8:50:03 Stunden hinter Ascari/Farina (Ferrari) und Stewart/Salvadori (Jaguar).
Der Borgward RS war vor allem nach der Umstellung auf Benzineinspritzung ab Sommer 1954 dem Porsche 550 nahezu ebenbürtig. Bechem gewann am 23. Mai 1954 das Internationale Eifelrennen auf dem Nürburgring noch mit dem Zweivergasermotor und fuhr für das Team die Carrera Panamericana am Ende des Jahres. Bechem lag in seiner Klasse in Führung, als er während der fünften Etappe einen schweren Unfall hatte. Der Borgward RS wurde völlig zerstört und Bechem schwer verletzt. Obwohl er sich von diesem Unfall völlig erholen konnte, fuhr er danach keine Rennen mehr.

## Statistik

### Statistik in der Automobil-Weltmeisterschaft

#### Gesamtübersicht
| Saison | Team           | Chassis | Motor      | Rennen | Siege | Zweiter | Dritter | Poles | schn. Rennrunden | Punkte | WM-Pos. |
| ------ | -------------- | ------- | ---------- | ------ | ----- | ------- | ------- | ----- | ---------------- | ------ | ------- |
| 1952   | Bernhard Nacke | HH 48   | BMW 2.0 L6 | 1      | −     | −       | −       | −     | −                | −      | NC      |
| 1953   | Günther Bechem | AFM     | BMW 2.0 L6 | 1      | −     | −       | −       | −     | −                | −      | NC      |
| Gesamt | Gesamt         | Gesamt  | Gesamt     | 2      | −     | −       | −       | −     | −                | −      |         |

#### Einzelergebnisse
| Saison | 1 | 2 | 3 | 4 | 5   | 6   | 7 | 8 | 9 |
| ------ | - | - | - | - | --- | --- | - | - | - |
| 1952   |   |   |   |   |     |     |   |   |   |
|        |   |   |   |   | DNF |     |   |   |   |
| 1953   |   |   |   |   |     |     |   |   |   |
|        |   |   |   |   |     | DNF |   |   |   |

| Legende  | Legende            | Legende                                                          |
| Farbe    | Abkürzung          | Bedeutung                                                        |
| -------- | ------------------ | ---------------------------------------------------------------- |
| Gold     | –                  | Sieg                                                             |
| Silber   | –                  | 2. Platz                                                         |
| Bronze   | –                  | 3. Platz                                                         |
| Grün     | –                  | Platzierung in den Punkten                                       |
| Blau     | –                  | Klassifiziert außerhalb der Punkteränge                          |
| Violett  | DNF                | Rennen nicht beendet (did not finish)                            |
| Violett  | NC                 | nicht klassifiziert (not classified)                             |
| Rot      | DNQ                | nicht qualifiziert (did not qualify)                             |
| Rot      | DNPQ               | in Vorqualifikation gescheitert (did not pre-qualify)            |
| Schwarz  | DSQ                | disqualifiziert (disqualified)                                   |
| Weiß     | DNS                | nicht am Start (did not start)                                   |
| Weiß     | WD                 | zurückgezogen (withdrawn)                                        |
| Hellblau | PO                 | nur am Training teilgenommen (practiced only)                    |
| Hellblau | TD                 | Freitags-Testfahrer (test driver)                                |
| ohne     | DNP                | nicht am Training teilgenommen (did not practice)                |
| ohne     | INJ                | verletzt oder krank (injured)                                    |
| ohne     | EX                 | ausgeschlossen (excluded)                                        |
| ohne     | DNA                | nicht erschienen (did not arrive)                                |
| ohne     | C                  | Rennen abgesagt (cancelled)                                      |
| ohne     | keine WM-Teilnahme |                                                                  |
| sonstige | P/fett             | Pole-Position                                                    |
| sonstige | 1/2/3/4/5/6/7/8    | Punktplatzierung im Sprint-/Qualifikationsrennen                 |
| sonstige | SR/kursiv          | Schnellste Rennrunde                                             |
| sonstige | *                  | nicht im Ziel, aufgrund der zurückgelegten Distanz aber gewertet |
| sonstige | ()                 | Streichresultate                                                 |
| sonstige | unterstrichen      | Führender in der Gesamtwertung                                   |

### Einzelergebnisse in der Sportwagen-Weltmeisterschaft
| Saison | Team                | Rennwagen   | 1   | 2   | 3   | 4   | 5   | 6   | 7   | 8   | 9   | 10  | 11  | 12  | 13  | 14  | 15  | 16  | 17  | 18  | 19  | 20  | 21  | 22  |
| ------ | ------------------- | ----------- | --- | --- | --- | --- | --- | --- | --- | --- | --- | --- | --- | --- | --- | --- | --- | --- | --- | --- | --- | --- | --- | --- |
| 1953   | Borgward            | Borgward RS | SEB | MIM | LEM | SPA | NÜR | RTT | CAP |     |     |     |     |     |     |     |     |     |     |     |     |     |     |     |
| 1953   | Borgward            | Borgward RS |     | 3   |     |     |     |     |     |     |     |     |     |     |     |     |     |     |     |     |     |     |     |     |
| 1954   | Carl Borgward       | Borgward RS | BUA | SEB | MIM | LEM | RTT | CAP |     |     |     |     |     |     |     |     |     |     |     |     |     |     |     |     |
| 1954   | Carl Borgward       | Borgward RS |     |     | DNF |     |     |     |     |     |     |     |     |     |     |     |     |     |     |     |     |     |     |     |
| 1963   | Willi Martini       | Martini     | DAY | SEB | SEB | TAR | SPA | MAI | NÜR | CON | ROS | LEM | MON | WIS | TAV | FRE | CCE | RTT | OVI | NÜR | MON | MON | TDF | BRI |
| 1963   | Willi Martini       | Martini     |     |     |     |     |     |     |     |     |     |     | 36  |     |     |     |     |     |     |     |     |     |     |     |
| 1964   | Willi Martini       | Martini     | DAY | SEB | TAR | MON | SPA | CON | NÜR | ROS | LEM | REI | FRE | CCE | RTT | SIM | NÜR | MON | TDF | BRI | BRI | PAR |     |     |
| 1964   | Willi Martini       | Martini     |     |     |     |     |     |     |     | 32  |     |     |     |     |     |     |     |     |     |     |     |     |     |     |
| 1965   | Karl-Günther Bechem | BMW 700     | DAY | SEB | BOL | MON | MON | RTT | TAR | SPA | NÜR | MUG | ROS | LEM | REI | BOZ | FRE | CCE | OVI | NÜR | BRI | BRI |     |     |
| 1965   | Karl-Günther Bechem | BMW 700     |     |     |     |     |     |     |     |     |     |     |     | 30  |     |     |     |     |     |     |     |     |     |     |